# Anne Moody
Pour les articles homonymes, voir Moody.
Anne Moody, née le 15 septembre 1940 dans le comté de Wilkinson, dans le Mississippi aux États-Unis et morte le 5 février 2015 à Gloster dans le Mississippi, est une écrivaine américaine qui a écrit sur la vie des femmes noires dans le Mississippi dans les années 1960. Elle soutient toute sa vie le mouvement américain des droits civiques en militant dans la National Association for the Advancement of Colored People (NAACP, en français : « Association nationale pour la promotion des gens de couleur ») ou encore  le Congress of Racial Equality (CORE, en français « Congrès pour l'égalité des races ») et le Student Nonviolent Coordinating Committee (SNCC, en français : « Comité de coordination non-violent des étudiants »). Ayant elle-même vécu des épisodes racistes quand elle était petite à Centreville, Mississippi, elle continue à se battre contre le racisme tout au long de sa vie d'adulte dans le Sud des États-Unis.

## Premières années
Moody née Essie Mae Moody  le 15 septembre 1940, est l’aînée d'une famille de huit enfants.  Ses parents se séparent alors qu’elle est âgée de 5 ou 6 ans, elle vit avec sa mère, Elmira, aussi nommée Toosweet. Sa mère vit à Centreville dans le Mississippi, son père, lui, vit avec sa nouvelle femme, Emma, vers Woodville. Très jeune, elle travaille pour des familles blanches des environs, fait des ménages et aide les enfants à faire leurs devoirs ce qui lui rapporte seulement quelques dollars par semaine, et ce, tout en remportant de nombreuses récompenses à l’école et en aidant l’église de Mount Pleasant. Après avoir été diplômée avec mention dans une école ségrégationniste, qui ne scolarise que des noirs, elle intègre le Natchez Junior College en 1961, qui est aussi une école réservée aux noirs, grâce à une bourse en basket-ball.

## Engagement militant
Moody va à étudier à Tougaloo College grâce à une bourse, pour obtenir son baccalauréat. Elle s’engage dans le Congress of Racial Equality, dans la National Association for the Advancement of Colored People et le Student Nonviolent Coordinating Committee. Après avoir obtenu son diplôme, elle s’investit dans le mouvement des droits civiques, participe aux manifestations ; lors d'un sit-in au restaurant de Woolworth à Jackson, la foule s'en prend à elle, ainsi qu'à une de ses amies, Joan Trumpauer et à un professeur de son école, John Salter, qui participent au sit-in avec elle ; la foule leur jette de la farine, du sel, du sucre et de la moutarde , comme l’illustre une photo parue dans le Jackson Daily News. Deux semaines après le sit-in, le chef de la NAACP, Medgar Evers, est assassiné devant sa maison de famille à Jackson. Elle-même est arrêtée à Jackson pour avoir tenté de protester dans un bureau de poste avec 13 autres protestataires, tels que Joan Trumpauer, Doris Erskine, Jeanette King et encore Lois Chaffee.
Pendant le Freedom Summer en 1964, Moody travaille pour le Congrès pour l'égalité des races dans la ville de Canton dans le Mississippi. En 1967, elle épouse Austin Straus, un homme blanc,  étudiant de troisième année à l’université de New York (NYU). En 1971, elle donne naissance à Sasha Strauss. En 1972, elle déménage avec sa famille à Berlin après avoir reçu une bourse, ils y restent jusqu’à 1974,  date à laquelle ils retournent en Amérique. Dès son retour, elle écrit la suite de son autobiographie intitulée Farewell to Too Sweet, qui évoque sa vie de 1974 à 1984, et dans une interview de 1985 avec Debra Spencer, Anne Moody évoque l'idée d’écrire d’autres mémoires, qui sont restés non publiés. Elle est aussi militante dans le mouvement antinucléaire. Elle se réinstalle dans le Mississippi dans les années 1990, même si elle ne s’y est jamais senti à l’aise, d’après sa sœur Adline Moody. 

## Autobiographie
L'autobiographie d’Anne Moody, Coming of Age in Mississippi, publiée en 1968, est célèbre pour être le portrait réaliste de la vie d’une jeune Afro-américaine avant et pendant le mouvement des droits civiques (1954-1968). Son point de vue sur la vie dans le Mississippi rural est unique mais pas exceptionnel : Anne Moody a grandi dans une famille où sa mère rejetait toute mise en cause de l'ordre établi ou même  du concept de ségrégation. Son autobiographie a été publiée en sept langues et vendue dans le monde entier.

## Après 1968
Après son divorce d'avec Austin Straus en 1977, Anne Moody s'implique davantage dans le mouvement des droits civiques. En 1969, Coming of Age in Mississippi  a reçu le Brotherhood Award de la part du National Council of Christians and Jews (« Conseil National des Chrétiens et des Juifs ») et le prix du meilleur livre de l'année de la National Library Association.
En 1972, Moody travaille comme artiste résidente à Berlin. Elle continue à travailler à Cornell et en 1975, publie un recueil de nouvelles intitulé Mr. Death: Four Stories. L'une d'entre elles, New Hope for the Seventies, remporte le prix d'argent du magazine Mademoiselle. Moody refuse d'apparaître en public ou d'accorder des interviews à l’exception de l'interview précédemment mentionnée avec Debra Spencer en 1985. Moody n'est pas sous les projecteurs pendant et après le mouvement des droits civiques, en partie parce que (comme beaucoup de gens) elle a besoin de temps pour guérir des blessures physiques comme psychologiques reçues pendant son combat. Elle vit à New York, travaille comme conseillère pour le New York City Poverty Program et travaille sur un livre, The clay Guilly, avant sa mort.
Anne Moody décède le 5 février 2015, à l'âge de 74 ans, à Gloster dans le Mississippi, probablement des suites d'une maladie neuro-dégénérative, auprès de sa sœur qui prenait soin d'elle,. 
Elle repose au Mount Pleasant Baptist Church Cemetery de Centreville dans le Mississippi.

## Œuvres (sélection)
- Coming of Age in Mississippi, New York, Dial Press, 1968, rééd, 2004,  (ISBN 978-0385337816)
- Mr. Death: Four Stories, éd. Harper & Row, 1975
- Famous People Stories: 4th Grade Reading Level, éd. Turman Publishing, 1981
- Civil Rights: The African-American Struggle for Equality, co-rédigé avec Robert Penn Warren, éd. Houghton Mifflin, 1999